# Amenmesse
Amenmesse war der 5. altägyptische König (Pharao) der 19. Dynastie (Neues Reich) und regierte von 1203 bis 1200 v. Chr.

## Herkunft und Familie
Die Familienzugehörigkeit Amenmesses ist nicht gesichert. Er war wahrscheinlich der Sohn des Pharaos Merenptah und dessen Gattin Tachat,
einer Tochter Ramses II. Seine Gemahlinnen waren Baketwerel und Tia. Eine andere Schreibweise des Namens lautet „Amun-Masesa“ („Amunmasesa“), weshalb die Möglichkeit in Betracht gezogen wird, dass es sich bei ihm um die biblisch-überlieferte Person des Moses handelt.

## Herrschaft
Amenmesse ist ein in der Forschung umstrittener König und es gibt verschiedene Auffassungen darüber, wann seine Regierungszeiten anzusetzen sind. Rolf Krauss zufolge ist Amenmesse mit dem bereits unter Merenptah und für kurze Zeit unter Sethos II. belegten Vizekönig von Kusch, Messui, identisch. Demzufolge wäre er für die Dauer von vier Jahren (1203–1199) Gegenkönig zu Sethos II. gewesen. Diese These ist nach Thomas Schneider jedoch „nicht schlüssig nachweisbar“. Nach Manetho hat er fünf Jahre regiert. So fällt seine Regentschaft entweder zwischen die von Merenptah und Sethos II. oder als Usurpator in die Regierungszeit von Sethos II.

## Sein Grab
Das Grab KV10 im Tal der Könige wurde 1907 freigelegt und als Grab des Amenmesse identifiziert. Die Mumie des Königs lag aber nicht mehr im Grab, stattdessen waren hier die Mumien zweier unbekannter Frauen bestattet. Es wird vermutet, dass es sich hierbei um die Mutter Amenmesses, Tachat, und um seine Frau, Baketwerel, handelt, da beide in der Brunnenkammer des Grabes dargestellt sind.